# Заутер, Илан
Илан Беньямин Заутер (нем. Ilan Benjamin Sauter; родился 6 февраля 2001) — швейцарский футболист, защитник клуба «Цюрих».

## Клубная карьера
Воспитанник футбольной академии «Цюриха». В основном составе «Цюриха» Заутер дебютировал 24 августа 2019 года в матче швейцарской Суперлиги против клуба «Янг Бойз».

## Карьера в сборной
Выступал за сборные Швейцарии до 16, до 17, до 18 и до 19 лет.